# KBS 공사창립 27주년 기념 이창호 · 루이나이웨이 특별대국
KBS 공사창립 27주년 기념 이창호 · 루이나이웨이 특별대국은 한국방송공사의 공사창립 27주년 기념을 맞이하여 이창호 九단과 중국 출신의 한국에 정착한지 1년이 된 여류 루이나이웨이 九단의 대결했던 TV 속기전으로 출전한 이벤트 비공식  기전이다. 결과는 루이나이웨이 九단이 이창호九단을 꺾고 승리했다.

## 출전 기사 명단
- 이창호 九단, 루이나이웨이 九단

## 대국 결과
| 연도   | 대국일자 | 승자              | 패자        | 결과            | 기보 |
| ------ | -------- | ----------------- | ----------- | --------------- | ---- |
| 2000년 | 3월 3일  | 루이나이웨이 九단 | 이창호 九단 | 161수 흑 불계승 |      |

## TV 중계
2000년 3월 3일 공사창립일 27주년을 맞아 KBS 1TV에 생중계했으며, KBS 위성 1TV에 동시 재송신되어 전국에 생중계하여 중계방송했다. 해설 노영하 九단 · 조훈현 九단이다. 19기 KBS 바둑왕전의 결방으로 2000년 3월 5일 KBS 위성 2TV에서만 일요일 오후에 방송되었다.